# The Best of Suffocation
The Best of Suffocation kompilacija je američkog death metal-sastava Suffocation. Diskografska kuća Roadrunner Records objavila ga je 28. siječnja 2008.

## Popis pjesama
| 1.    | »Liege of Inveracity« (iz albuma Effigy of the Forgotten)     | 4:30 |
| 2.    | »Infecting the Crypts« (iz albuma Effigy of the Forgotten)    | 4:49 |
| 3.    | »Effigy of the Forgotten« (iz albuma Effigy of the Forgotten) | 3:50 |
| 4.    | »Seeds of the Suffering« (iz albuma Effigy of the Forgotten)  | 5:52 |
| 5.    | »Jesus Wept« (iz albuma Effigy of the Forgotten)              | 3:42 |
| 6.    | »Marital Decimation« (iz albuma Breeding the Spawn)           | 4:06 |
| 7.    | »Prelude to Repulsion« (iz albuma Breeding the Spawn)         | 4:49 |
| 8.    | »Anomalistic Offerings« (iz albuma Breeding the Spawn)        | 4:41 |
| 9.    | »Breeding the Spawn« (iz albuma Pierced from Within)          | 4:47 |
| 10.   | »Pierced from Within« (iz albuma Pierced from Within)         | 4:26 |
| 11.   | »Thrones of Blood« (iz albuma Pierced from Within)            | 5:15 |
| 12.   | »Brood of Hatred« (iz albuma Pierced from Within)             | 4:36 |
| 55:23 |                                                               |      |

## Osoblje
Suffocation
- Frank Mullen – vokal
- Terrance Hobbs – gitara
- Josh Barohn – bas-gitara (na 1. – 5. pjesmi)
- Mike Smith – bubnjevi (na 1. – 8. pjesmi)
- Doug Cerrito – gitara
- Chris Richards – bas-gitara (na 6. – 12. pjesmi)
- Doug Bohn – bubnjevi (na 9. – 12. pjesmi)

Ostalo osoblje
- Kristin Callahan – naslovnica albuma, umjetnički smjer, fotografije
- Kevin Candela – grafički dizajn
- Eddie Malluk – fotografije
- Ira Rosenson – fotografije
- Paul Bagin – produkcija, miks
- Scott Burns – produkcija, miks
- U.E. Nastasi – mastering